# Canadian Journal of Botany
Canadian Journal of Botany (abreviado Canad. J. Bot.) fue una revista ilustrada con descripciones botánicas editada en Canadá por National Research Council Canada. Publicó 56 números (del 29 al 85) en los años 1951-2007. Fue precedida por Canad. J. Res., Sect. C, Bot. Sci. que publicó los números 1 al 28 desde el año 1929 y sustituida en 2007 por Botany. An International Journal for Plant Biology.